# Senkelle Swayne's Hartebeest Sanctuary
Het Senkelle Swayne's Hartebeest Sanctuary is een beschermd natuurgebied in de Ethiopische regio Oromia. Het natuurgebied is speciaal gericht op de bescherming van het Swaynes hartenbeest. Het reservaat is 54 km² groot en ligt centraal in Ethiopië.

## Fauna
Het reservaat is het thuis van een van de voor Ethiopië endemische ondersoorten, het Swaynes hartenbeest. Er leeft een populatie van ongeveer 500 individuen op de graslanden van het park. Andere hoefdieren in het park zijn onder andere bohorrietbok, knobbelzwijn, grote koedoe en oribi. Gewoon stekelvarken, aardvarken en Abessijnse haas worden ook waargenomen in het reservaat.

### Important Bird Area
Het reservaat en omgeving zijn door BirdLife International aangewezen als Important Bird Area. Dit gebied is als zodanig aangewezen vanwege de betekenis van het gebied voor de steppekiekendief.
Daarnaast zijn er in totaal 191 vogelsoorten waargenomen in het reservaat, waaronder bastaardarend, schreeuwarend, witruggier, slangenarend, bateleur, donkere zanghavik, arendbuizerd, Kameroenhavik, Afrikaanse nimmerzat, lelibis, helmparelhoen, koritrap en zwartbuiktrap.

## Bescherming
Hoewel het reservaat werd opgericht om de grootste populatie van Swaynes hartenbeesten in Ethiopië te beschermen, is de oorspronkelijke kudde van 3.000 dieren gekrompen tot een paar honderd als gevolg van stroperij. Verstruweling is een bijkomende factor die leidt tot veranderingen in het leefgebied van de dieren. In 30 jaar is het gebied dat werd bedekt met grasland afgenomen met 9,8%, terwijl het totale gebied dat bedekt was met struiken en bomen toenam met 21,4%.